# Алатырский район
Ала́тырский райо́н (чув. Улатӑр районӗ) — административно-территориальная единица в Чувашской Республике России. Административный центр — город Алатырь (не входит в состав района).
В границах района с 2022 по 2024 год существовал одноимённый муниципальный округ (в 2004-2022 —  муниципальный район). В границах Алатырского района и города республиканского значения Алатырь с 2024 года существует Алатырский муниципальный округ (второго формирования), административным центром которого является город Алатырь.

## География
Район расположен в юго-западной части Чувашской Республики. Западная и южная стороны граничат с Республикой Мордовия (Ардатовский район) и Ульяновской областью (Сурский район), северная с Порецким и Ибресинским, восточная с Батыревским и Шемуршинским районами. По территории является крупнейшим в регионе.

## История
Алатырский район образован 5 сентября 1927 года. Его предшественником являлся Алатырский уезд.
10 апреля 1942 года город Алатырь получил статус города республиканского (АССР) подчинения.
2 ноября 1956 года к Алатырскому району была присоединена часть территории упразднённого Кувакинского района.

## Население

### Численность
| 1993    | 1997    | 2001    | 2002    | 2005    | 2009    | 2010    | 2011    | 2012    |
| ------- | ------- | ------- | ------- | ------- | ------- | ------- | ------- | ------- |
| 24 700  | ↘20 500 | ↗21 900 | ↘21 630 | ↘20 500 | ↘18 603 | ↘17 244 | ↘17 111 | ↘16 659 |
| 2013    | 2014    | 2015    | 2016    | 2017    | 2018    | 2019    | 2020    | 2021    |
| ↘16 301 | ↘15 808 | ↘15 405 | ↘15 191 | ↘14 875 | ↘14 558 | ↘14 216 | ↘13 859 | ↗14 139 |

### Национальный состав
По данным переписи населения 2010 года национальный состав Алатырского района представлен русским, чувашским и мордовским этносами. Мордва является автохтонным народом Алатырского и соседнего Порецкого районов. На момент переписи населёнными пунктами с преобладающей численностью мордвы являются Алтышево (посёлок), Атрать (село), Кученяево, Низовка, Новое Алтышево, Баевка, Новиковка. Ещё в нескольких населённых пунктах мордва проживает в значительном количестве совместно с русскими: Атрать (посёлок), Алтышево (село), Борки и Анютино. Титульное население республики — чуваши, проживают на востоке района: сёла Сойгино, Старые Айбеси, Новые Айбеси, посёлки Первомайский, Чапаевка, Полукиря и Сальный. 
| Национальность | Число указавших национальность и доля от населения района |
| -------------- | --------------------------------------------------------- |
| Чуваши         | 22,04% (3801)                                             |
| Русские        | 60,7 % (10 467 )                                          |
| Татары         | 0,96 % (166 )                                             |
| Мордва         | 13,33% (2299 )                                            |

## Территориальное устройство
В рамках административно-территориального устройства, район делится на 16 административно-территориальных единиц — сельских поселений.
В рамках организации местного самоуправления с 2004 по 2022 гг. муниципальный район включал 16 муниципальных образований со статусом сельского поселения, которые к 1 января 2023 года были упразднены и объединены в единый муниципальный округ.
| №  | Сельское поселение                     | Административный центр | Количество населённых пунктов | Население (чел.) | Площадь (км²) |
| -- | -------------------------------------- | ---------------------- | ----------------------------- | ---------------- | ------------- |
| 1  | Алтышевское сельское поселение         | село Алтышево          | 10                            | ↘648             | 200,43        |
| 2  | Атратское сельское поселение           | село Атрать            | 4                             | ↘1136            | 128,30        |
| 3  | Ахматовское сельское поселение         | село Ахматово          | 1                             | ↘653             | 38,25         |
| 4  | Восходское сельское поселение          | посёлок Восход         | 2                             | ↘949             | 59,74         |
| 5  | Иваньково-Ленинское сельское поселение | село Иваньково-Ленино  | 4                             | ↘570             | 308,37        |
| 6  | Кирское сельское поселение             | посёлок Киря           | 2                             | ↘1451            | 206,02        |
| 7  | Кувакинское сельское поселение         | село Кувакино          | 4                             | ↘856             | 129,52        |
| 8  | Междуреченское сельское поселение      | село Междуречье        | 4                             | ↘451             | 174,22        |
| 9  | Мирёнское сельское поселение           | село Мирёнки           | 2                             | ↘870             | 81,21         |
| 10 | Новоайбесинское сельское поселение     | село Новые Айбеси      | 3                             | ↘625             | 134,47        |
| 11 | Октябрьское сельское поселение         | посёлок Алтышево       | 1                             | ↘938             | 97,29         |
| 12 | Первомайское сельское поселение        | посёлок Первомайский   | 2                             | ↘487             | 107,88        |
| 13 | Сойгинское сельское поселение          | село Сойгино           | 1                             | ↘690             | 61,60         |
| 14 | Староайбесинское сельское поселение    | село Старые Айбеси     | 2                             | ↘672             | 99,86         |
| 15 | Стемасское сельское поселение          | село Стемасы           | 1                             | ↘1115            | 61,06         |
| 16 | Чуварлейское сельское поселение        | село Чуварлеи          | 3                             | ↘1395            | 49,16         |

## Населённые пункты
В Алатырском районе расположено 46 населённых пунктов:
| №  | Населённый пункт  | Тип     | Население | Сельское поселение                     |
| -- | ----------------- | ------- | --------- | -------------------------------------- |
| 1  | Алтышево          | посёлок | ↘938      | Октябрьское сельское поселение         |
| 2  | Алтышево          | село    | ↗1079     | Алтышевское сельское поселение         |
| 3  | Алтышево-Люльский | посёлок | →12       | Атратское сельское поселение           |
| 4  | Анютино           | посёлок | ↗122      | Алтышевское сельское поселение         |
| 5  | Атрать            | посёлок | ↘800      | Атратское сельское поселение           |
| 6  | Атрать            | село    | ↘530      | Атратское сельское поселение           |
| 7  | Ахматово          | село    | ↘653      | Ахматовское сельское поселение         |
| 8  | Баевка            | посёлок | ↗10       | Алтышевское сельское поселение         |
| 9  | Безбожник         | посёлок | →0        | Иваньково-Ленинское сельское поселение |
| 10 | Березовая Поляна  | посёлок | ↗8        | Междуреченское сельское поселение      |
| 11 | Березовый Майдан  | село    | ↘138      | Кувакинское сельское поселение         |
| 12 | Борки             | посёлок | ↗100      | Алтышевское сельское поселение         |
| 13 | Восход            | посёлок | ↗756      | Восходское сельское поселение          |
| 14 | Злобино           | село    | ↘83       | Кувакинское сельское поселение         |
| 15 | Знаменка          | посёлок | ↗40       | Алтышевское сельское поселение         |
| 16 | Иваньково-Ленино  | село    | ↘752      | Иваньково-Ленинское сельское поселение |
| 17 | Искра             | посёлок | ↗5        | Новоайбесинское сельское поселение     |
| 18 | Ичиксы            | село    | ↘280      | Кувакинское сельское поселение         |
| 19 | Калинино          | посёлок | ↘35       | Восходское сельское поселение          |
| 20 | Киря              | посёлок | ↘1185     | Кирское сельское поселение             |
| 21 | Кувакино          | село    | ↘452      | Кувакинское сельское поселение         |
| 22 | Кученяево         | посёлок | ↗30       | Алтышевское сельское поселение         |
| 23 | Лесной            | посёлок | →0        | Алтышевское сельское поселение         |
| 24 | Междуречье        | село    | ↗521      | Междуреченское сельское поселение      |
| 25 | Мирёнки           | село    | ↘640      | Мирёнское сельское поселение           |
| 26 | Низовка           | посёлок | ↗14       | Алтышевское сельское поселение         |
| 27 | Новиковка         | посёлок | ↗32       | Алтышевское сельское поселение         |
| 28 | Новое Алтышево    | посёлок | ↗48       | Алтышевское сельское поселение         |
| 29 | Новые Айбеси      | село    | ↗932      | Новоайбесинское сельское поселение     |
| 30 | Новые Выселки     | деревня | ↗35       | Староайбесинское сельское поселение    |
| 31 | Первое Мая        | посёлок | ↗2        | Междуреченское сельское поселение      |
| 32 | Первомайский      | посёлок | ↗847      | Первомайское сельское поселение        |
| 33 | Полукиря          | посёлок | ↗15       | Кирское сельское поселение             |
| 34 | Сальный           | посёлок | ↘5        | Новоайбесинское сельское поселение     |
| 35 | Санаторный        | посёлок | ↗25       | Чуварлейское сельское поселение        |
| 36 | Сойгино           | село    | ↘690      | Сойгинское сельское поселение          |
| 37 | Соловьёвский      | посёлок | ↗105      | Иваньково-Ленинское сельское поселение |
| 38 | Старые Айбеси     | село    | ↗986      | Староайбесинское сельское поселение    |
| 39 | Стемасы           | село    | ↘1115     | Стемасское сельское поселение          |
| 40 | Сурский Майдан    | село    | ↗352      | Междуреченское сельское поселение      |
| 41 | Чапаевка          | посёлок | ↗25       | Первомайское сельское поселение        |
| 42 | Чуварлеи          | село    | ↗1409     | Чуварлейское сельское поселение        |
| 43 | Шумы              | посёлок | →0        | Иваньково-Ленинское сельское поселение |
| 44 | Юность            | посёлок | →0        | Атратское сельское поселение           |
| 45 | Явлеи             | село    | ↘389      | Мирёнское сельское поселение           |
| 46 | Ялушево           | деревня | ↗257      | Чуварлейское сельское поселение        |

Упразднённые населённые пункты:
- 2004 год — поселок Троицкий Кувакинского сельсовета[25]

## Природа
Территория района по рельефу представляет собой холмистую равнину, расчленённую долинами небольших рек.
Полезные ископаемые представлены сырьём для производства кирпича (Алатырское и Атратское месторождения), строительными песками для производства известняково-песчаных блоков (Чуварлейское месторождение), трепелом, используемом для производства дырчатого кирпича (Алатырское месторождение), сырьём для керамзитного гравия (Стемасское месторождение), стекольными песками (Баевское месторождение) и другие. Есть месторождения торфа.
Климат района умеренно континентальный В июле температура в среднем 19-20 °C, в январе средняя температура около −12 °C. Район получает достаточное количество осадков от 400 до 500 мм в год.
Главные реки: Сура (протяжённость в пределах района свыше 50 км), Бездна (свыше 30 км), Люля (28 км), Алатырь (24 км) и другие. Поймы рек пересечены долинами впадающих в неё речек, старицами, местами заболочены. Лес и озёра являются местом обитания охраняемых птиц: глухаря, тетерева, водоплавающих.
Почвы разнообразные: от дерново-подзолистых до серых лесных и чернозёмов, в поймах рек дерново-пойменно-аллювиальные и болотные.
Для района характерна сильная облесенность. В древостое сосна, ель, липа, ясень, клён, дуб. Леса — благоприятное место для создания рекреационных зон. В этом плане широко используется Чуварлейский лесной массив. В долине реки Суры располагается Присурский заповедник.

## Экономика
Район  специализируется на лесном хозяйстве.
Площадь сельскохозяйственных угодий составляет свыше 24% общей площади района.

## Транспорт
По территории района проложена железнодорожная ветка Казань — Канаш — Рузаевка, проходят региональные автодороги 95К-001 Чебоксары — Сурское, 97К-002 «Аниш» федеральная автодорога М-7 «Волга» — Алатырь.